# Євстохій Єрусалимський
Євстохій Єрусалимський- патріарх Єрусалимський з 552 по 564 рік. Він був патріархом під час христологічних суперечок за правління імператора Юстиніана.
Після смерті Петра Єрусалимського в 544 році, група ченців-оригеністів в Єрусалимі обрала Маркарія II, орігеніста, патріархом Єрусалиму. Однак імператор Юстиніан, який був непохитним православним, віддавав перевагу Євстохію, який був ікономом Олександрійської церкви, хоча жив у Константинополі. У 552 році Юстиніан наказав скинути Макарія з престолу і призначив на його місце Євстохія.
На П'ятому Вселенському Соборі 553 року в Константинополі Євстохій не був присутній, але був представлений трьома легатами: єпископами Стефаном Рафійським, Георгієм Тиверіадським і Дамасієм Созузьким або Созітанським. На соборі були засуджені не тільки "Три глави", пов'язані з монофізитством, а й орігенізм. Пізніше в 553 році Євстохій скликав місцевий собор в Єрусалимі, під час якого всі єпископи Палестини, за винятком Олександра з Авіли, підтвердили вироки П'ятого собору. Але, незважаючи на ці зусилля Євстохія, проти вироків Константинопольського Собору в монастирях піднялася опозиція, яку очолювали монахи Нової Лаври, одного з монастирів, заснованих святим Саввою.
У 555 році Євстохій, за підтримки князя Анастасія, напав на Лавру, вигнав з монастиря близько шістдесяти ченців і замінив їх ченцями з інших православних монастирів пустелі. Хоча він, можливо, думав, що поклав край опозиції ченців, дії Євстохія не поклали край опору монофізитів і оригеністів. У 564 році Євстохій був скинутий, а патріархом знову став Макарій II. Дата його упокоєння невідома.